# آریستاگوراس

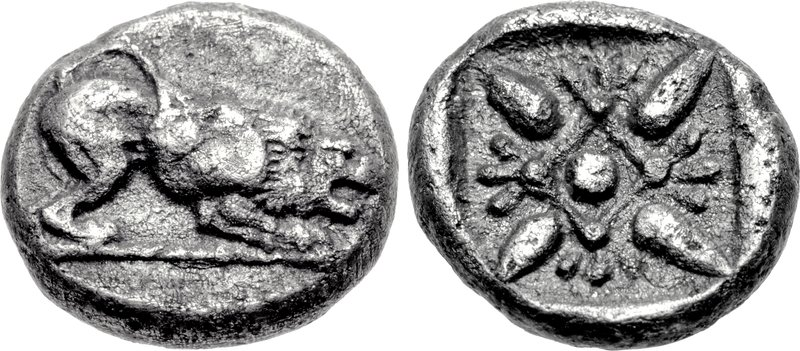
سکه‌های دوران آریستاگوراس

آریستاگوراس یا آریستاگر حاکم ملط شهر یونانی‌نشین آسیای کوچک در اوایل سده ششم و اواخر سده پنجم پیش از میلاد بود.
آریستاگوراس برادرزادهٔ هیستیه (هیساتئوس) حاکم سابق شهر میلت بود که کمک‌هایی را به داریوش بزرگ هخامنشی در هنگام لشکرکشی به سرزمین سکاها ارائه داده بود. داریوش در ازای این خدمات حکومت ملط و میرسین (محلی در کنار رود ستریمون) را به او داد. اما بعدها به او مظنون شد و حکومت ستریما و میلت را از او گرفت و برادرزاده‌اش آریستاگوراس را جایگزین او کرد.
زمانی که هیساتئوس از حکومت میلت عزل و به عنوان مشاور به شوش مرکز حکومت هخامنشی خوانده شد، آریستاگوراس جانشین او گشت. در ۵۰۲ پ. م شورش اهالی جزیره ناکسوس اتفاق افتاد و آنان متمولین و حاکمان خود را از جزیره بیرون راندند. آریستاگوراس که تصور می‌کرد با تسخیر جزیره ناکسوس حاکم آن خواهد شد، از آرتافرنه حاکم لیدیه درخواست کمک برای تصرف این جزیره و جزایر سیکلاد را کرد. اما لشکرکشی آن‌ها شکست خورد چرا که اختلاف او با مگاباتس فرماندهٔ ایرانی ارتش باعث شد که او اهالی جزیره را از حمله آگاه کند، هرودوت علت طغیان آریستاگوراس را هم همین موضوع می‌داند. چه او تصور می‌کرد با این اتفاق حکومت میلت را هم از او خواهند گرفت و از طرف دیگر هیستیه هم که از ماندن در ایران ناراضی بود، برای آن که غیبت خود از محل حکمرانی‌اش را دلیل این شورش جلوه دهد، از آن حمایت کرد.
او در سال ۵۰۰ پ. م شورشی را علیه حکومت ایرانیان ترتیب داد. اگرچه هکاتئوس دانشمند یونانی با نقشه او مخالفت کرده بود و کلِاُمن حاکم اسپارت نیز از همکاری و کمک به او خودداری کرد، اما آریستاگوراس با نطق پرشوری در مجلس ملی آتن آنان را به حمایت خود برانگیخت و سایر دولت شهرهای یونانی هم که غالباً از جایگزینی دولت‌های دمکراتیک با حکومت تک‌نفره، که مطلوب پارسیان بود، ناراضی بودند از این طغیان پشتیبانی کردند.
سپاه یونانیان اگرچه توانستند سارد را تصرف کنند اما با مقاومت آرتافرنه حاکم سارد و برادر داریوش موفق به گشودن ارگ حکمرانی شهر نشدند. در نتیجه به کشتی‌های خود عقب نشسته و بعد در ضدحملهٔ ایرانیان غافلگیر شده و شکست خوردند.
در نتیجه این شورش شهر میلت در ۴۹۴ ق. م به دست ارتش ایرانیان اشغال و نابود شد. آریستاگوراس که با شکست شورش به تریس رفته بود تا مستعمره‌ای در کنار رود ستریمون بنا کند، (در جایی که بعدها مستعمره آتنی آمفیوپولیس ساخته شد) هنگام جنگ توسط تراکی‌ها کشته شد.